# 深谷力
深谷 力（ふかたに りき、2000年5月21日 - ）は、大阪府大阪市淀川区出身のプロ野球選手（捕手）。右投左打。くふうハヤテベンチャーズ静岡所属。

## 経歴
美津島中学校では大阪福島リトルシニアで三塁手としてプレーしていた。中2、中3で全国選抜野球大会、中3で日本リトルシニア日本選手権大会に出場するなどに出場するなど主力選手として活躍する。同級生に増田陸、1学年下に濱将乃介、野村大樹がいた。
高校は飛龍高等学校に進学し1年夏からメンバー入りし二塁手としてプレーした。3年には主将として4番を打ち活躍した。3年の夏には前年の秋季東海大会優勝、明治神宮大会ベスト4、春季県大会を制していた静岡高校を4回戦で破ったが準々決勝で敗退した。2学年上に佐藤蓮、1学年上に比屋根彰人がいた。
2019年、大学には進学せず関西独立リーグの和歌山ファイティングバーズ（現：和歌山ウェイブス）に入団した。入団時は捕手登録ながら、三塁や遊撃を守り、入団後3年間は主に遊撃手でプレーした。「遊撃としても、足は遅い方。送球のコントロールには自信があったし、捕手が人材難となっているので、そちらでだったら、プロ（NPB）入りできるのではないか」と2022年から捕手に再転向した。入団5年間全てで打率3割超えを記録し、2020年は最多安打、2021年と2023年は最多打点のタイトルを獲得し、2022年から2年連続でベストナインにも選出された。特に2023年はリーグ2位の打率.396、リーグトップの出塁率.500を記録し、49打点はリーグ新記録であった。また、関西独立リーグ選抜として2020年には千葉ロッテマリーンズ二軍、2021年にはオリックス・バファローズ二軍との対戦を経験している。
2023年12月7日、2024年シーズンから日本野球機構のウエスタン・リーグに新規参入するくふうハヤテベンチャーズ静岡（当時正式球団名未定）に入団することが発表された。背番号は0。チームで最多の54試合に捕手のポジションに就き、計71試合に出場して打率.227、1本塁打、13打点の打撃成績を残した。

## 詳細情報

### 独立リーグでの年度別打撃成績
2019年・2020年成績は関西独立リーグ公式サイト、2021年〜2023年は一球速報.comより。
| 年 度     | 球 団     | 試 合 | 打 席 | 打 数 | 得 点 | 安 打 | 二 塁 打 | 三 塁 打 | 本 塁 打 | 塁 打 | 打 点 | 盗 塁 | 盗 塁 死 | 犠 打 | 犠 飛 | 四 球 | 敬 遠 | 死 球 | 三 振 | 併 殺 打 | 打 率 | 出 塁 率 | 長 打 率 | O P S |
| --------- | --------- | ----- | ----- | ----- | ----- | ----- | -------- | -------- | -------- | ----- | ----- | ----- | -------- | ----- | ----- | ----- | ----- | ----- | ----- | -------- | ----- | -------- | -------- | ----- |
| 2019      | 和歌山    | 42    | 161   | 145   | 23    | 45    | 8        | 2        | 2        | 63    | 25    | 13    | -        | 0     | 2     | 14    | -     | 0     | 15    | 2        | .310  | .367     | .435     | .801  |
| 2020      | 和歌山    | 25    | 119   | 102   | 20    | 33    | 5        | 0        | 2        | 51    | 20    | 12    | -        | 0     | 1     | 15    | -     | 1     | 6     | 3        | .392  | .471     | .500     | .971  |
| 2021      | 和歌山    | 46    | 216   | 176   | 25    | 55    | 7        | 2        | 1        | 69    | 33    | 16    | 4        | 1     | 4     | 32    | -     | 3     | 12    | 1        | .313  | .419     | .392     | .811  |
| 2022      | 和歌山    | 48    | 219   | 172   | 32    | 54    | 14       | 0        | 1        | 71    | 26    | 7     | 4        | 2     | 4     | 40    | -     | 1     | 10    | 4        | .314  | .438     | .413     | .851  |
| 2023      | 和歌山    | 47    | 216   | 169   | 23    | 67    | 6        | 2        | 3        | 86    | 49    | 13    | 4        | 0     | 6     | 37    | -     | 4     | 12    | 2        | .396  | .500     | .509     | 1.009 |
| 通算：5年 | 通算：5年 | 208   | 931   | 764   | 123   | 254   | 40       | 6        | 9        | 340   | 153   | 61    | -        | 3     | 17    | 138   | -     | 9     | 55    | 12       | .333  | .432     | .436     | .868  |

- 各年度の赤太字はリーグ歴代最高、太字はリーグ最高

### 背番号
- 61（2019年 - 2022年）
- 1（2023年）
- 0（2024年 - ）